# Kaiketsu Zorori
Kaiketsu Zorori (かいけつゾロリ?  "Zorori el Extraordinario") es una popular serie de libros infantiles en Japón, creados por Yutaka Hara y publicados por Poplar Publishing en 1987, los cuales fueron adaptados en dos series de anime. Además, se hizo una película de 53 minutos en 2006, titulada  Majime ni Fumajime Kaiketsu Zorori Nazo no Otakara Daisakusen con personajes de Sargento Keroro realizando cameos. El mismo Zorori y los gemelos jabalíes y hicieron un cameo en la película  Keroro Gunsō: the Super Movie,  algo lógico ya que ambas son series de la productora Sunrise. También tiene adaptación en videojuego, para Nintendo DS y Playstation 2. La serie costa de 2 temporadas, de 52 y 97 episodios, haciendo en total 149 episodios.

## Sinopsis
El personaje principal, Zorori, es un zorro que está decidido a ser el Rey de las Trastadas, a conseguir ser el dueño de un castillo y a tener una preciosa novia. Viaja acompañado de sus discípulos, los gemelos jabalíes Ishishi y Noshishi, con los que vivirá muchas aventuras. Sus complicados planes a veces le saldrán mal, pero Zorori siempre intentará poner buena cara y hacer que su fallecida Mamá esté orgullosa de él.

## Personajes
- Zorori (ゾロリ?) es un zorro que está decidido a ser el Rey de las Trastadas (悪戯の王者 'Itazura no Ōja'?) para que su fallecida Mamá esté orgullosa de él. Aparentemente sólo ayuda a la gente cuando saca algún beneficio, pero en realidad es amable y de buen corazón. Cuando viaja va vestido como una especie de peregrino del Período Edo, pero cuando hay acción pasa a vestir una especie de disfraz de El Zorro, con una "ZZ" dibujada en el pecho. Su comida favorita es el anpan (especie de pan de judías japonés).

- Ishishi (イシシ?) es el mayor de los gemelos jabalíes. Junto a su hermano Noshishi sigue al Maestro Zorori (como le llaman) en sus viajes y aventuras. Se le distingue de su hermano porque no tiene ningún lunar. Su comida favorita es melonpan (especie de pan de higos).

- Noshishi (ノシシ?) es el menor de los hermanos jabalíes. Al igual que su hermano, adora al Maestro Zorori. Los dos gemelos tienen problemas con los gases. Se distingue de su hermano por un lunar en su mejilla derecha. Su comida favorita es el onigiri.

- Mamá de Zorori (Zororina) (ゾロリママ?) es el fantasma de la madre de Zorori. La causa de su muerte es desconocida, pero siempre vela por él desde el cielo.

- Papá de Zorori (Zorondo Ron) (ゾロンド・ロン?) un legendario piloto y cazador de tesoros. En la serie animada, es visto con su avioneta rescatando a Zorori en varias ocasiones. Es confirmado ser el padre de Zorori al final de la segunda película de Ajia-do Animation.

### Otros personajes
- Princesa Elzie (エルゼ姫 'Eruze-hime'?) una princesa gata que Zorori secuestra para luego poder rescatar, casarse con ella y obtener su castillo, de paso. Desafortunadamente, fue rescatada por Arthur y se casó con él. Aparece en varios episodios, siempre siendo cortejada por un incansable Zorori.
- Arthur (アーサー 'Āsā'?) un príncipe pantera, noble y honesto, marido de la Princesa Elzie. A menudo objeto de los planes de Zorori, que suelen llevar aparejados daños físicos.
- Director de la Escuela de Monstruos (Yōkai Gakkō no sensei 妖怪学校の先生?) como director y maestro de la Escuela, se dedica a enseñar a diferentes seres, como fantasmas y espíritus o demonios, cómo asustar mejor a la gente. Entre sus alumnos se encuentran Medusa, hombres lobos, una momia, Drácula o un grupo de Kappas.
- Dr. Gaon (ガオン博士 'Gaon-hakase'?) es un inventor que viaja en solitario. Siempre está compitiendo con Zorori.
- Pepero (ペペロ?) un joven viajante que en ocasiones compite con Zorori por un objetivo concreto.
- Inutaku (イヌタク?) un agente de policía que se enamoró de Zoroe (sin saber que en realidad era Zorori disfrazado de mujer).
- Chipoli (チポリ?) y Topol (トポル?) dos agentes de policía que ascendieron a inspectores tras atrapar a Zorori y, al igual que Inutaku, siempre lo persiguen en busca y captura.
- Puppe (プッペ?) es un fantasma que se aloja en una estatua. Tiene la habilidad de salir de ella y moverse sólo como espíritu. Durante un tiempo acompaña al maestro Zorori en sus aventuras.
- Nelly (ネリー?) una pequeña maga que encuentra a Zorori y le da confianza para entrenar más duro para ser una gran maga. Ella es una estudiante de segundo año en la escuela de magia y es la hermana menor de Milly.
- Milly (ミリー?) una maga de alto grado y hermana mayor de Nelly. Muestra un interés amoroso por Roger.
- Roger (ロジャー?) un mago y agente de la Agencia de Inteligencia Mágica. Muestra un interés amoroso por Milly.
- Dapón (ダボン?) un farmacéutico de plantas mágicas que se convirtió en el antagonista principal de la 1ª temporada de la segunda serie.
- Duque Bururu (ブルル公爵 'Bururu-kōshaku'?) es un magnate de los dulces. Siempre está organizando concursos para incrementar sus ventas. También tiende trampas para que Zorori no gane esos concursos y se quede con los premios.
- Koburu (コブル?) el ayudante del Duque Bururu.
- Tigre (タイガー 'Taigā'?) es un pirata. Se amotinó y consiguió ser Capitán pirata, pero se hundió el barco y ahora trabaja con magos. Su brazo izquierdo es un multiusos mecánico.
- Yutaka Hara (原ゆたか 'Hara Yutaka'?) el creador de Kaiketsu Zorori, aparece en muchos episodios, normalmente como personaje de fondo.
- Kyoto Hara (原京子 'Hara Kyōko'?) la esposa de Yutaka Hara, aparece como narradora en las películas.

## Música

### Kaiketsu Zorori
Openings
- Hassuru (ハッスル, Rápido?) por Kōichi Yamadera

Endings
- Sora wa Ao (空は青, Miro Al Cielo?) por Satō-san and Suzuki-kun (Little by little) (ep. 1~13)
- Owari no Uta (おわりのうた, Canción del Final?) por Yukie 6 & Nobita Robert (ep. 14~31)
- Akaneiro (あかねいろ, Escarlata?) por Satō-san and Suzuki-kun (Little by little) (ep. 32~46)
- Gayōshi (画用紙, Papel de Dibujo?) por Sayuri Anzu (ep. 47~52)

### Majime ni Fumajime Kaiketsu Zorori
Openings
- A Jya Paa (あじゃぱー, A Saltar?) por Kōichi Yamadera, Rikako Aikawa and Motoko Kumai (ep. 1~50)
- Zekkouchou! (ゼッコーチョー!?) por Kōichi Yamadera (ep. 51~97)

Endings
- Mama no Komoriuta (ママの子守唄, Nana de Mamá?) por Sakiko Tamagawa (ep. 1~27)
- Accha Koccha GO! (あっちゃこっちゃゴー!?) por Junko Iwao (ep. 28~50)
- Ishi Noshi Kazoe Uta desu ka!! (イシノシかぞえうたでスカ!! Los Gemelos Jabalíes!!?) por Rikako Aikawa and Motoko Kumai (ep. 51~97)